# WWF世界女子タッグ王座
WWF世界女子タッグ王座（WWF Women's World Tag Championship）はかつてWWFが管理、認定していた王座。

## 歴史
1983年、NWA世界女子タッグ王者のベルベット・マッキンタイヤー&プリンセス・ビクトリアが所属しているWWFがNWAを脱退したため、そのままマッキンタイヤー&ビクトリアを初代王者に認定。
2018年12月24日、RAWでWWE女子タッグ王座の創設が発表されたが、両ベルトに繋がりはない。

## 歴代王者
| 歴代  | タッグチーム                                               | 戴冠回数 | 獲得日付      | 獲得場所 （対戦相手・その他）                                                                                    |
| ----- | ---------------------------------------------------------- | -------- | ------------- | --- |
| 初代  | ベルベット・マッキンタイヤー & プリンセス・ビクトリア      | 1        | 1983年3月     | アメリカ WWFが王者に認定                                                                                         |
| 第2代 | ベルベット・マッキンタイヤー & デズリー・ピーターセン      | 1        | 1984年12月    | アメリカ 1984年にプリンセス・ビクトリアが引退のため、パートナーをデズリー・ピーターセンに変更してWWFが王者に認定 |
| 第3代 | グラマー・ガールズ （レイラニ・カイ & ジュディ・マーチン） | 1        | 1985年8月     | エジプト |
| 第4代 | ジャンピング・ボム・エンジェルス （立野記代 & 山崎五紀）   | 1        | 1988年1月24日 | オンタリオ州ハミルトン                                                                                           |
| 第5代 | グラマー・ガールズ （レイラニ・カイ & ジュディ・マーチン） | 2        | 1988年6月8日  | 大宮スケートセンター 1989年封印                                                                                  |